# 埃爾巴赫河 (伊薩爾河支流)
47°45′32″N 11°33′38″E / 47.75896°N 11.56050°E

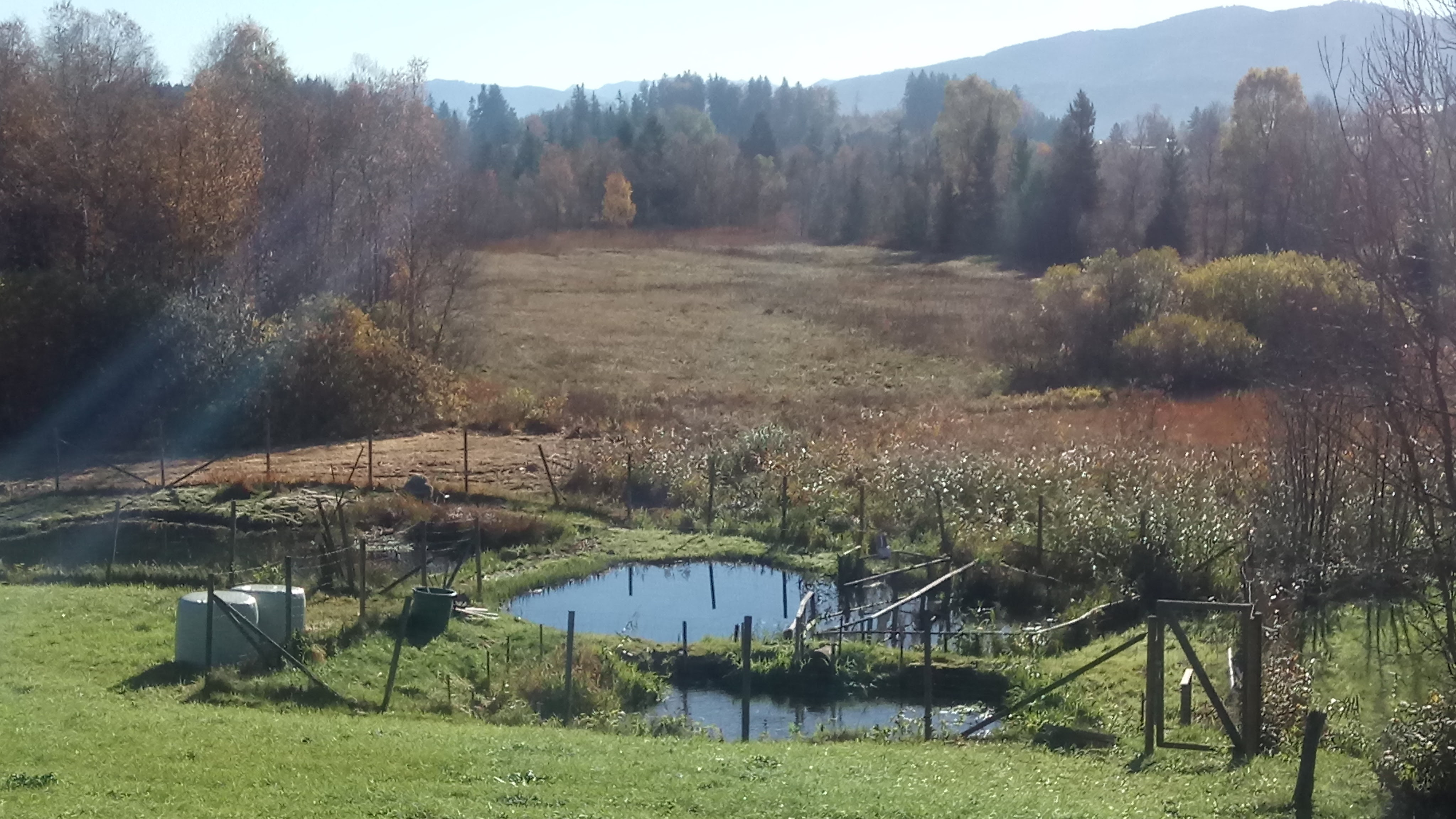

埃爾巴赫河是德國的河流，位於該國東南部，由巴伐利亞負責管轄，該河流屬於伊薩爾河的支流，河道全長4.4公里，流經巴特特爾茨。